# Киприан Стороженский

Памятник святому Киприану Стороженскому в с. Надкопанье Ленинградской области

Киприан Стороженский (Сторожевский) — русский православный святой, преподобный, жил в XVI веке.
Дни памяти: 26 августа, 2 ноября (по старому стилю).
По преданию, бывший разбойник, ученик Андриана Андрусовского. Основал Никольско-Стороженский монастырь на Ладожском озере (в настоящее время Сто́рожно Волховского района Ленинградская области).
Когда преставился — неизвестно. Мощи хранятся под спудом в основанном им монастыре.
12 июня 2010 года в Надкопанье у храма перед храмом Рождества Христова был установлен памятник Киприану Стороженскому.